# ستيفن روث
ستيفن روث (بالإنجليزية: Steven Roth)‏ هو شخصية أعمال أمريكي، ولد في 1941.

## وصلات خارجية
- ستيفن روث على موقع إن إن دي بي (الإنجليزية)